# 米暹
米暹，是一種東南亞傳統料理，起源自馬來族與峇峇娘惹兩大民族菜系，流行於馬來西亞和新加坡兩地，並受到酸、辣、甜等泰國菜風味的啟發、影響及改良。米暹的主體食材為細米粉（Bee Hoon），而非馬來文字面所指的麵條（Mee），同時搭配泰式酸辣湯或少量肉汁來食用。

## 烹飪形式
在新加坡，这道菜配有辛辣、甜味或酸味的肉汁。肉汁由香料、罗望子和盐豆制成。通常是用切碎的煎蛋、葱、豆芽、蒜香和酸橙粉装饰而成。在马来西亚，更常见的是“干”版，即用新加坡版本的相同原料来炒米粉。

## 另見
- 馬來菜
- 娘惹菜
- 泰國菜

## 備註

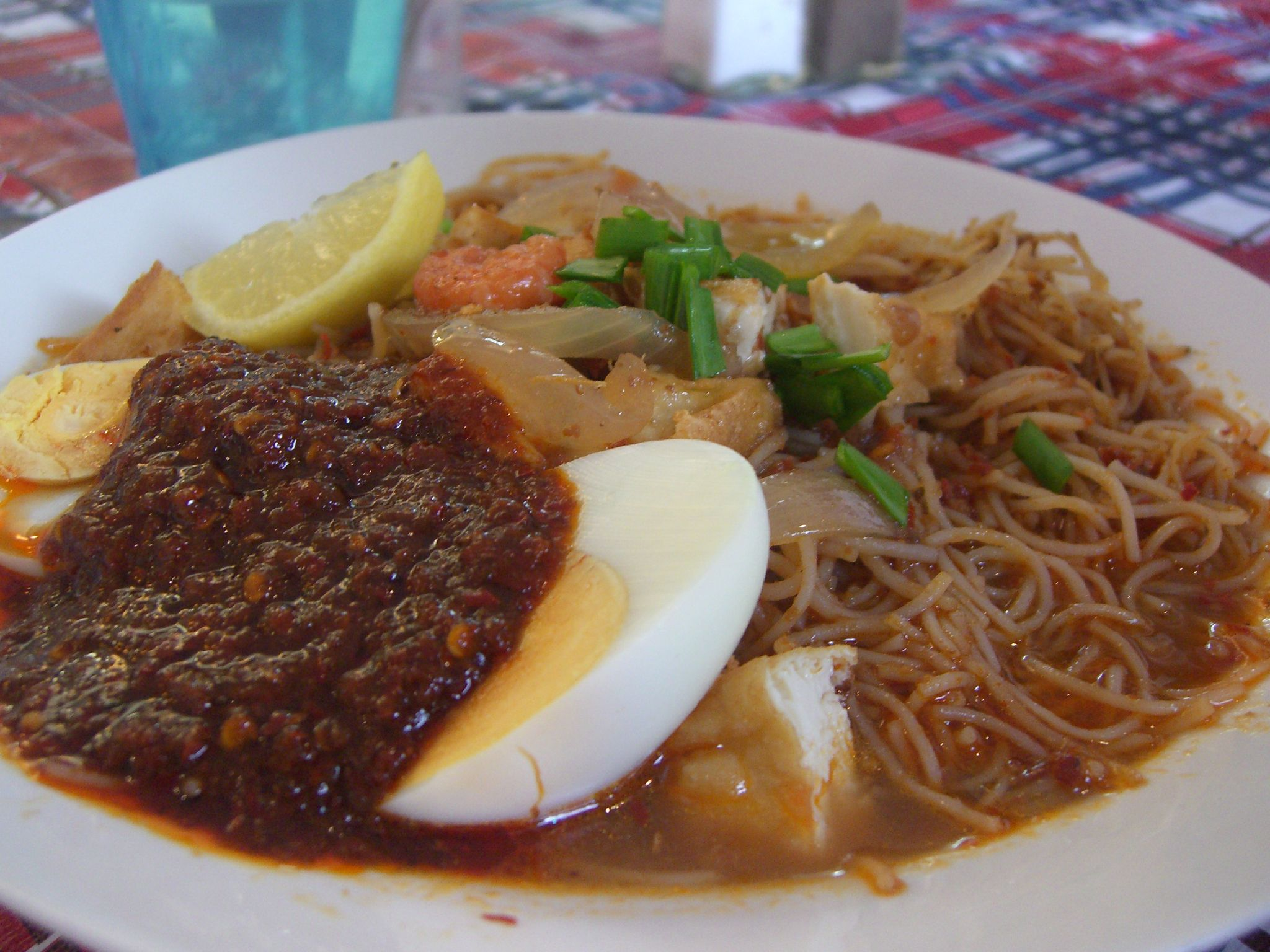
米暹

1. ↑  直譯「暹羅麵」，意即「暹羅人的麵食」。